# Museo d'arte contemporanea della provincia di Buenos Aires

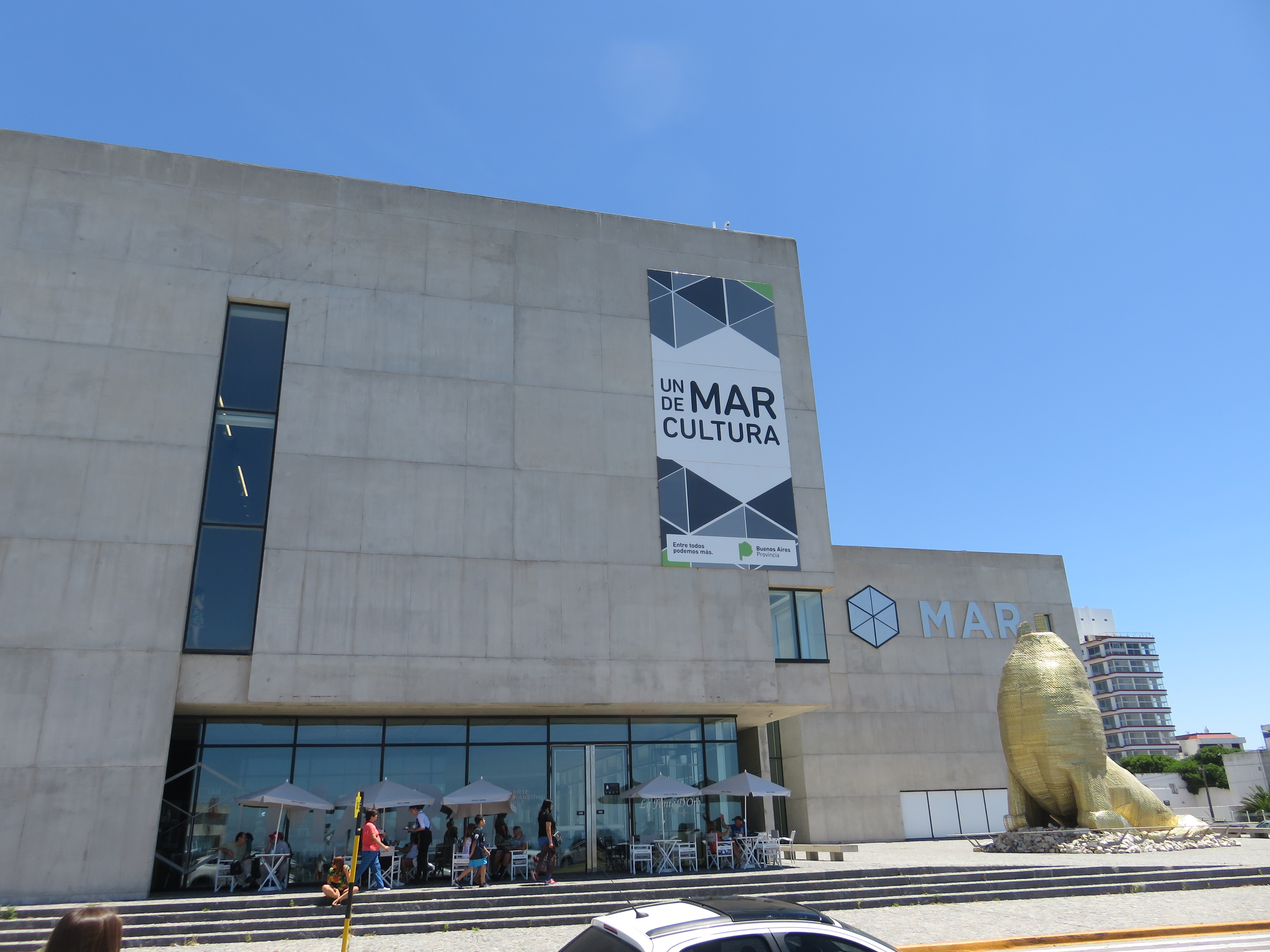
Esterno del museo

Il Museo d'arte contemporanea della provincia di Buenos Aires (MAR) è un museo d'arte contemporanea situato a Mar del Plata, nella provincia di Buenos Aires, in Argentina. È stato inaugurato il 27 dicembre 2013 dal governatore della provincia di Buenos Aires Daniel Scioli e il presidente dell'Istituto culturale della provincia di Buenos Aires Jorge Telerman.

## Architettura

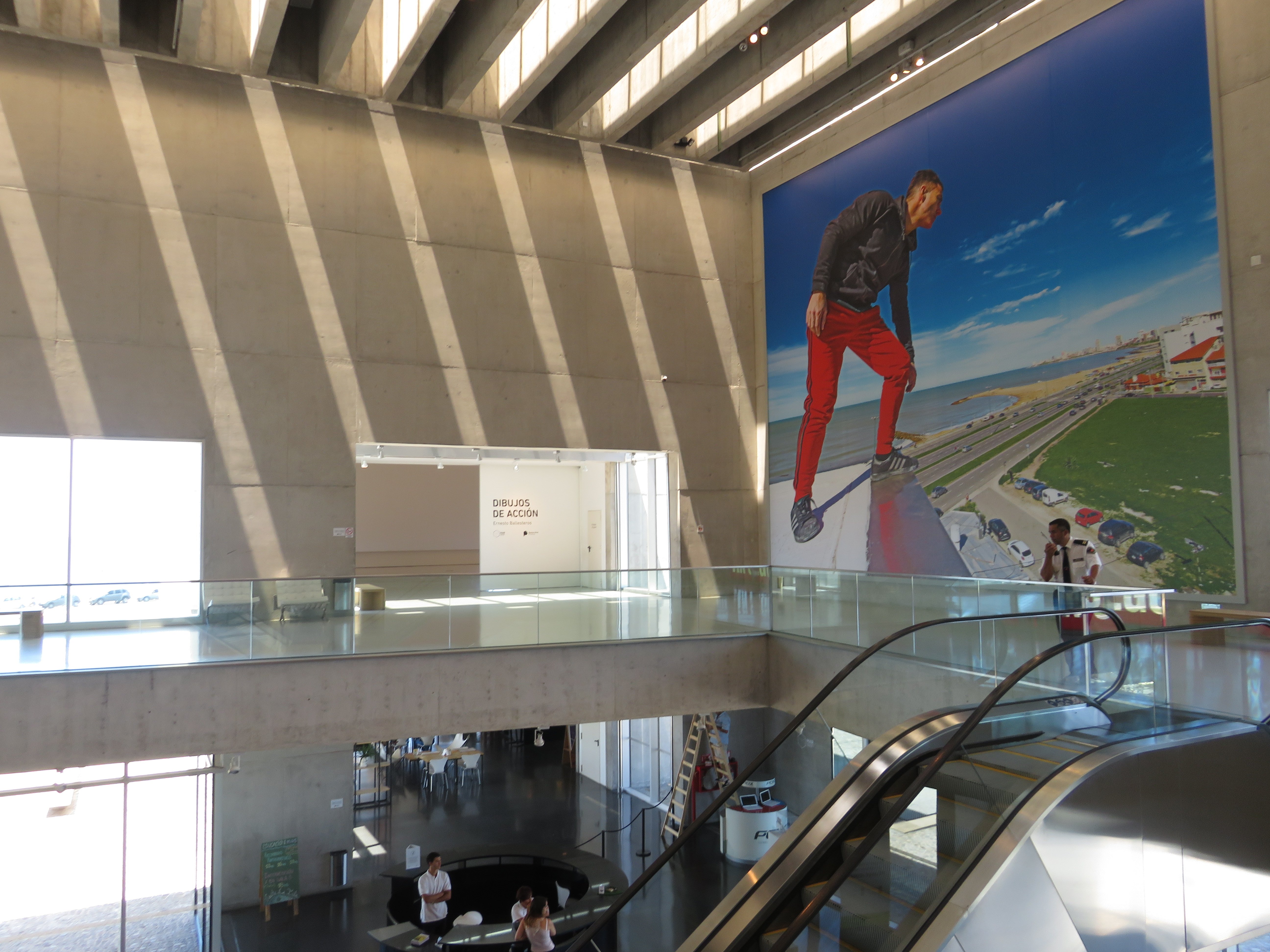
Interno del museo

IL progetto di MAR è stato realizzato dallo Studio Monoblock che ha ottenuto il primo premio nel Concorso nazionale di progetti preliminali, istituito dal Ministero delle Infrastrutture della provincia di Buenos Aires, con la finalità di creare il museo d'arte contemporanea nella città di Mar del Plata. 
L'edificio ha una superficie di 7000 metri quadrati ed è costruito su due piani con strutture cubiche di calcestruzzo. Al piano superiore, raggiungibile tramite scale fisse e mobili, si trovano le tre sale di esposizione. Due sale hanno una superficie di 20 x 20 e una di 20 x 30. Tutte e tre le sale hanno un'altezza 9 metri e sono dotate di proiettori digitali di ultima generazione, luci e suoni intelligenti.

## Esposizioni
Il MAR è stato inaugurato con l'esposizione L'onda POP, una mostra curata da Rodrigo Alondo che ricrea lo spirito dell'arte pop degli anni ’60 in Argentina. 
L'artista Marta Minujin, per l'apertura del museo, ha realizzato un enorme leone marino di 11 metri di altezza costruito con più di 50.000 confezioni di alfajores gonfiate con aria.
Partecipano alla mostra anche Alberto Greco, Jorge della Vega, Rómulo Macció, Antonio Seguí, Edgardo Giménez, Delia Cancela e Antonio Berni.
Francisco un argentino universal (Francesco un argentino universale)
La mostra audiovisiva ripercorre la vita di Jorge Mario Bergoglio, dalla sua missione nei quartieri di Buenos Aires fino alla sua condizione odierna di papa. L'esposizione è stata inaugurata il 15 marzo di 2014 e gestita dall'Istituto culturale della provincia di Buenos Aires.
El Museo de los mundos imaginarios (Il museo dei mondi immaginari)
La mostra è stata inaugurata il 19 luglio con la direzione di Rodrigo Alonso, evoca l'universo dello scrittore argentino Jorge Luis Borges con opere di più di 40 artisti tra cui Kosice, Grippo, Trilnick e Erlich.
Horizontes del deseo (Orizzonti del desiderio)
La mostra è stata inaugurata il 29 dicembre con la supervisione di Rodrigo Alonso e si fonda sul concetto "del desiderio come motore di trasformazione e cambiamento della realtà". Alcuni degli artisti che partecipano alla nuovo mostra sono Diana Aisenberg; Patricio Gil Flood; Amancio Williams; Fabiana Barreda; Juan Doffo; Proyecto Anda; Manuel Archain e Miguel Canatakis; ABTE; Gabriel Baggio; Azul Blaseotto; Martín Carrizo; Marcelo Coglitore; Pío Collivadino; Leonardo Damonte; Claudio Gallina; Martín Huberman; Fernando Livschitz; Juan Mathe; Ignacio Mendía; Mariano Molina; Gabriela Mungia/Guadalupe Leopardato; Rivane Neuenschwander; Charly Nijensohn; Leggo Nuñez; Benito Quinquela Martín; Mariana Tellería; Juan José Tirigall e Nicolás Trombetta